# Elin Wahlbom
Elin Hilda Maria Wahlbom, född 30 september 1885 i Varberg, död 3 november 1960 i Kristianstad, var en svensk målare.
Hon var dotter till häradshövdingen Carl Fredrik Wahlbom och Hilda Lindström. Wahlbom bedrev studier under tio år för Carl Wilhelmson vid Valands målarskola i Göteborg och ett år vid olika målarskolor i Paris. Hon medverkade i ett flertal samlingsutställningar bland annat utställningen Kvinnlig konst och konsthantverk som visades i Kristianstad 1934 och vårutställningarna på Vikingsbergs konstmuseum. Hennes konst består av porträtt och landskapsmotiv. Wahlbom är begravd på Östra Broby kyrkogård.